# Lazy (Polsko)
Lazy (polsky Łazy) je vesnice v jižním Polsku ve Slezském vojvodství v okrese Bílsko-Bělá ve gmině Jasenice. Leží v kopcovité krajině Slezského podhůří mezi Svěntošůvkou a Věščútem. Ke dni 31. 12. 2016 zde žilo 903 obyvatel, rozloha obce činí 3,49 km².
První zmínka o Lazech pochází z listiny biskupství vratislavského vydané mezi lety 1295 až 1305. Nachází se zde katolický kostel sv. Josefa postavený v letech 1938–1971.